# Imielno
Imielno è un comune rurale polacco del distretto di Jędrzejów, nel voivodato della Santacroce.
Ricopre una superficie di 100,6 km² e nel 2004 contava 4 618 abitanti.